# پاسیسیر

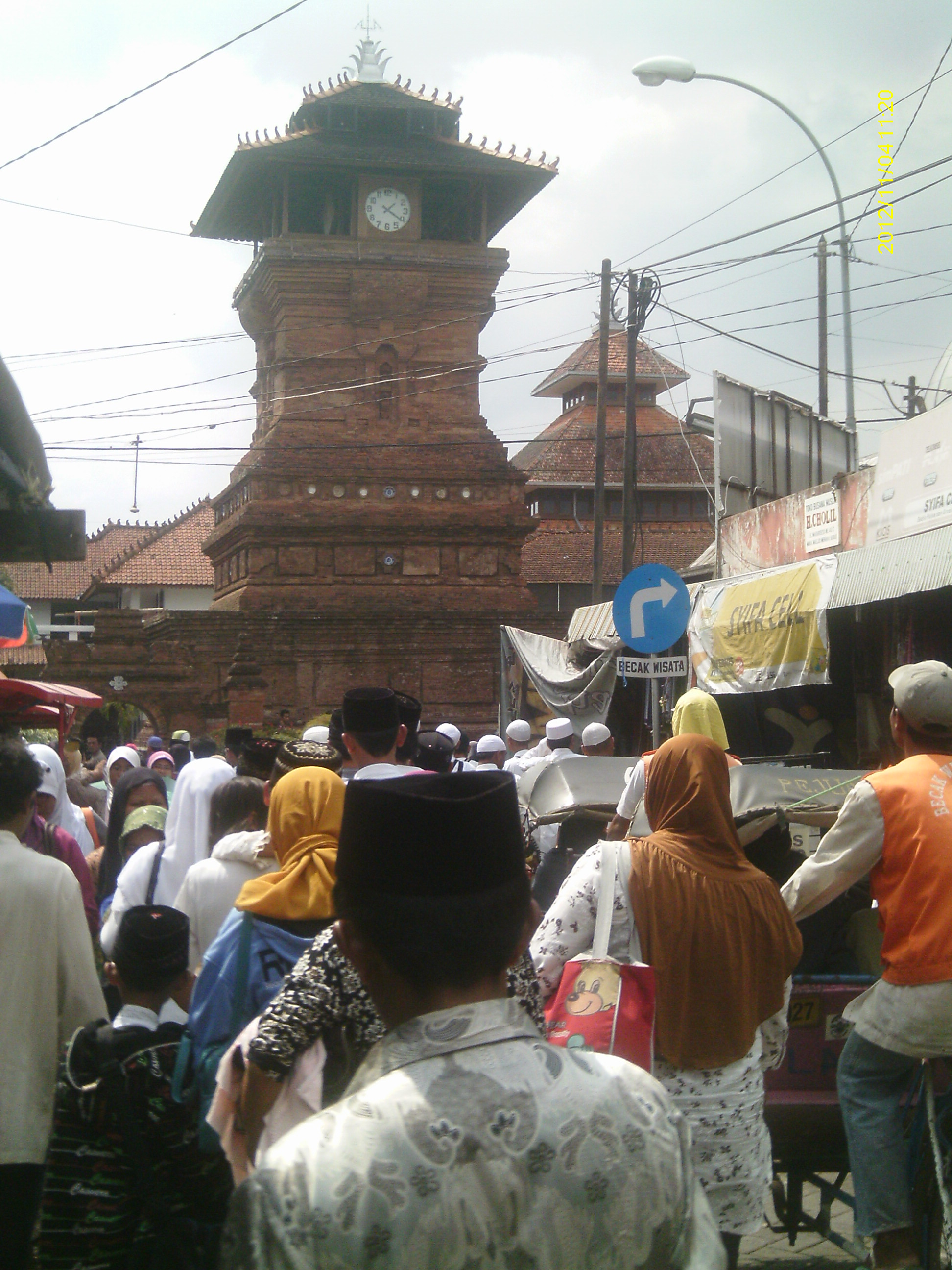

پاسیسیر (انگلیسی: Pasisir) نامی است که به منطقه ساحلی شمالی جاوه اندونزی داده شده‌است. بر خلاف پادشاهی‌های تشکیل‌شده بر مبنای کشاورزی در مناطق داخله، اقتصاد پاسیسیر مبتنی بر دادوستد از طریق دریای جاوه بوده‌است و هویت فرهنگی آن با تماس‌های خارجی و حضور اندونزیایی‌های عرب‌تبار و اندونزیایی‌های چینی شکل گرفته‌است.
اسلام در زمان اکتشافات ژنگ هی بین سال‌های ۱۴۰۵ و ۱۴۳۳ در این منطقه مستقر شد و منطقه برای مدت کوتاهی تحت فرمانروایی دماک، اولین پادشاهی مسلمان جاوه، متحد شد. والی سنگای افسانه‌ای در پاسیسیر زندگی و تبلیغ می‌کرد. پس از اولین جنگ جانشینی جاوه، سواحل شرق سیربون به شرکت هند شرقی هلند واگذار شد و برای مدت کوتاهی به عنوان ناحیه ساحلی شمال شرقی اداره شد. 
تقسیم سیاسی فعلی جزیره به استان‌های جاوه غربی، جاوه مرکزی و جاوه شرقی مربوط به پادشاهی‌های داخلی سوندا، ماتارام و کدیری است.